# Renan Bardini Bressan
Renan Bardini Bressan (Wit-Russisch: Рэнан Бардзіні Брэссан) (Tubarão, 3 november 1988) is een Braziliaans voetballer met een Wit-Russisch paspoort die als aanvaller speelt.

## Clubcarrière
Bressan begon zijn profcarrière bij Atlético Tubarão en kwam in 2007 naar FK Gomel in Wit-Rusland. In januari 2009 tekende hij een contract bij de Wit-Russische topclub FK BATE waarmee hij driemaal landskampioen werd. Op 15 januari 2013 tekende hij een vierjarig contract bij het Russische Alania Vladikavkaz. Die club betaalde naar verluidt 3,5 miljoen euro voor de Wit-Russische international. In 2014 speelde hij kort in Kazachstan. Vanaf de zomer van 2014 komt hij uit voor Rio Ave FC in Portugal. In het seizoen 2016/17 speelde hij op Cyprus voor APOEL FC en begin 2017 keerde hij terug in Portugal bij GD Chaves. Medio 2019 ging hij naar Cuiabá EC. Begin 2020 ging hij naar Paraná Clube.

## Interlandcarrière
Hij verkreeg de Wit-Russische nationaliteit en speelt voor het Wit-Russisch voetbalelftal. Hij was ook actief op de Olympische Zomerspelen in 2012.

## Erelijst
- Vysjejsjaja Liga: 2010, 2011, 2012
- Wit-Russische voetbalbeker: 2010
- Wit-Russische supercup: 2010, 2011
- Wit-Russisch topscorer: 2010, 2011
- Premjer-Liga (Kazachstan): 2014